# M/S Slangenkuil (schip, 1916)
Het M/S Slangenkuil is een wachtschip in gebruik als moederschip van de waterscoutinggroep J.C.J. van Speijk in Rotterdam, Overschie. Met het schip gaan de zeeverkenners, de wildevaart en de stam op kamp.

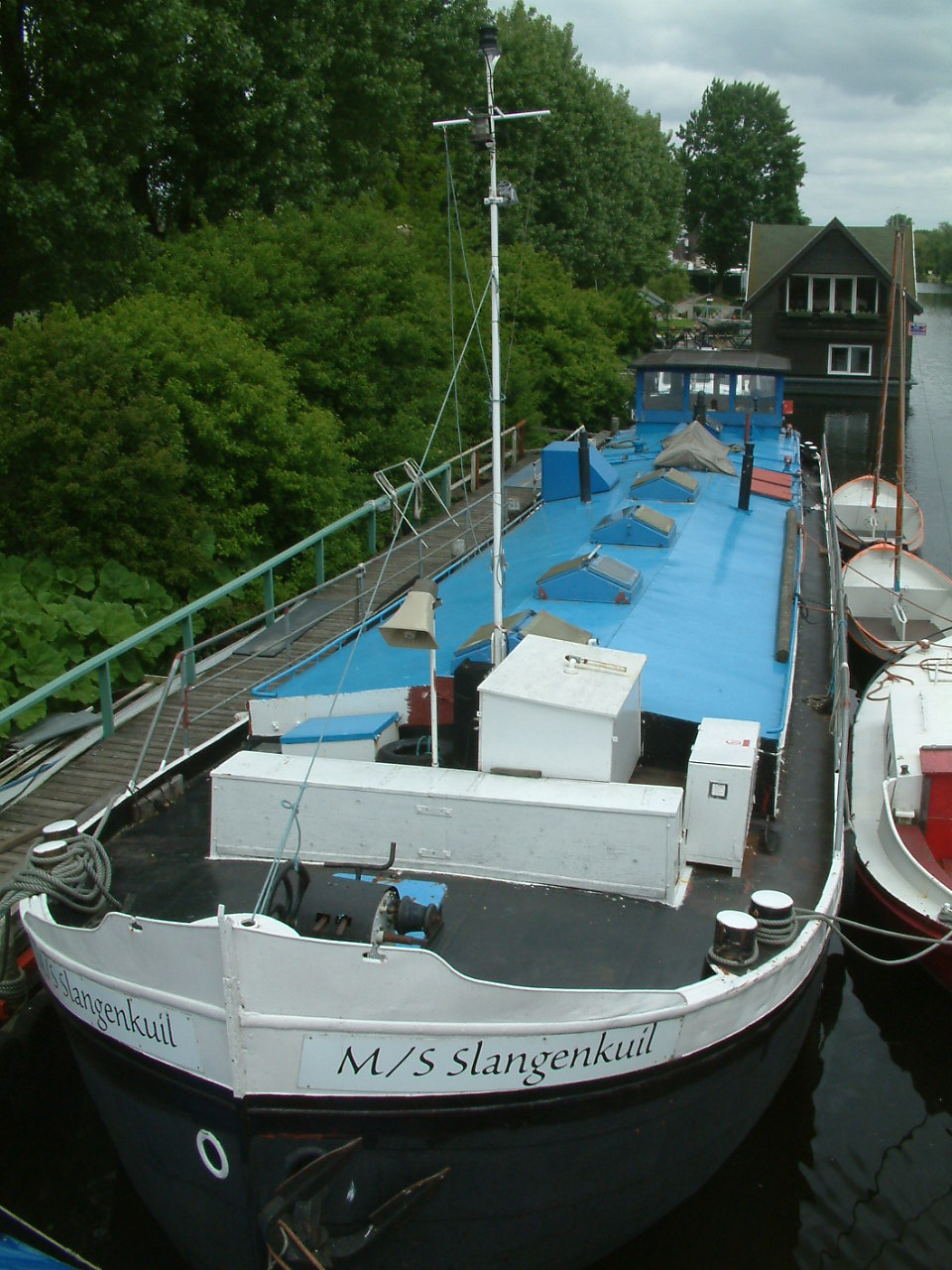
De naam op de boeg

De naam van het schip op de boeg verschilt van de formele naam in de liggers. Op de boeg is M/S Slangenkuil geschilderd, terwijl in de jongste meting De Slangenkuil werd genoteerd. Met brandmerk 618 B WINSCH 1930 is het in de openbaar raadpleegbare roepletterlijst van het Agentschap Telecom eenvoudig als Slangenkuil opgenomen. Daarin is de lengte van het schip echter weer 25,53 meter.

De geschiedenis van het schip is in de publiciteit weinig beschreven. Daarentegen wel formeel in de liggers. 

## Liggers Scheepmetingsdienst[2]
| Meetnummer | District en volgnr. | Meetdatum        | Meetplaats   | Lengte [m] | Breedte [m] | Inzinking [m] | Waterverplaatsing [ton] | Naam           | Eigenaar        | Domicilie |
| ---------- | ------------------- | ---------------- | ------------ | ---------- | ----------- | ------------- | ----------------------- | -------------- | --------------- | --------- |
| W725N      | Winschoten 725      | 20 oktober 1916  | Oude Pekela  | 25,05      | 4,98        | -             | 113,540                 | Verwisseling   | Haijko Huizinga | Veendam   |
| G3888N     | Groningen 3888      | 13 juni 1934     | Hijkersmilde | 25,06      | 5,02        | -             | 109,462                 | Ouderzorg      | W. Snijder      | Zwolle    |
| G7552N     | Groningen 7552      | 14 augustus 1947 | Zwolle       | 25,05      | 5,02        | 1,39          | 106,014                 | Wibrieja       | W. Snijder      | Zwolle    |
| A17504N    | Amsterdam 17504     | 30 december 1957 | Hattum       | 25,10      | 5,02        | 1,39          | 100,459                 | Schawo         | -               | -         |
| R35453N    | Rotterdam 35453     | 5 juni 1972      | -            | 25,33      | 5,05        | 0,66          | 11,681                  | De Slangenkuil | -               | -         |